# Carbajal (Bárcena del Monasterio)
Carbajal (en asturiano y oficialmente: Carbayal) es una casería que pertenece a la parroquia de Bárcena del Monasterio en el concejo de Tineo (Principado de Asturias). Se encuentra a 340 m s. n. m. y está situada a 18,40 km de la capital del concejo, la villa de Tineo. 

## Población
En 2020 contaba con una población de 7 habitantes (INE, 2020) repartidos en un total de 7 viviendas (INE, 2010).